# Глорія (гало)

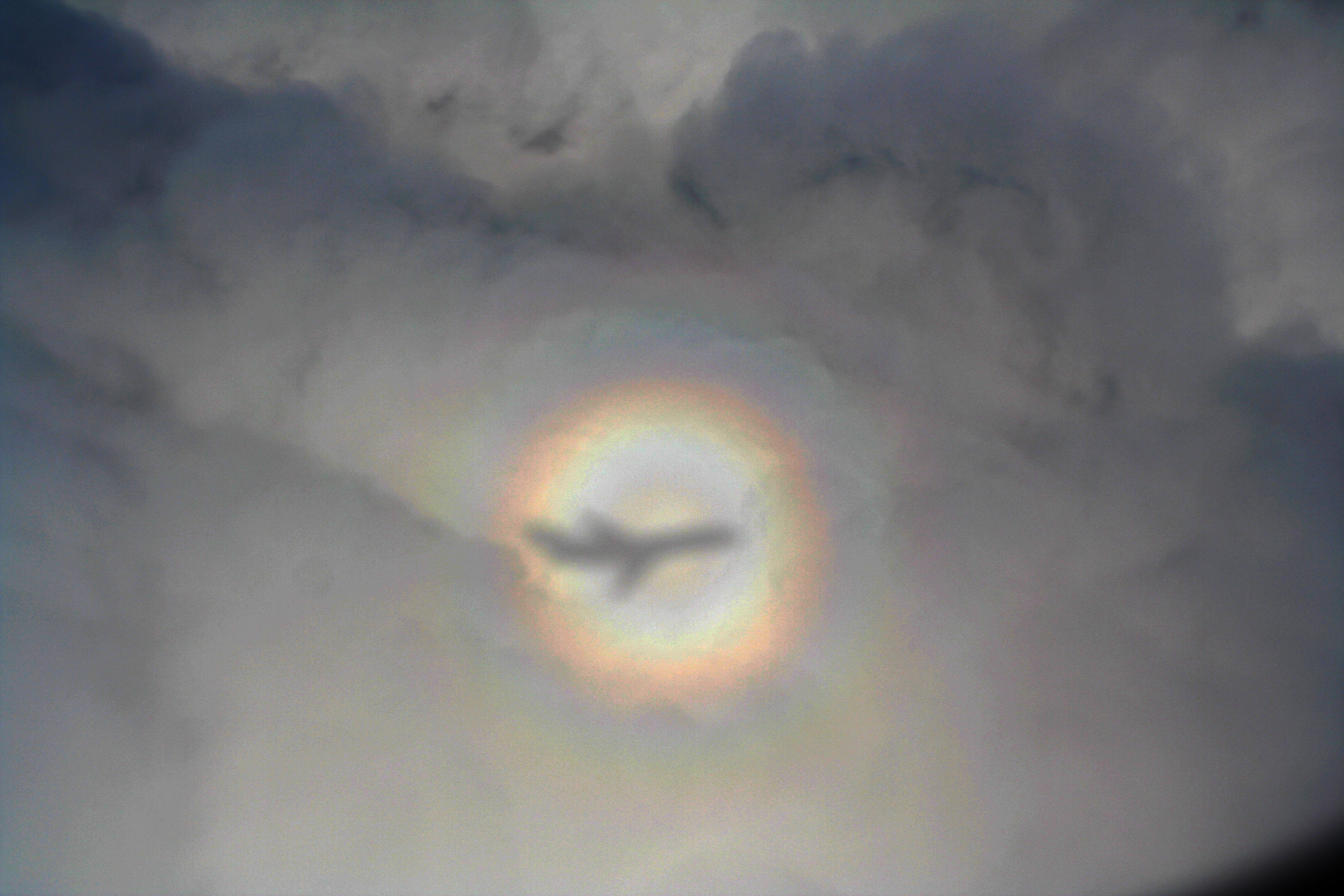
Глорія, сфотографована з літака.

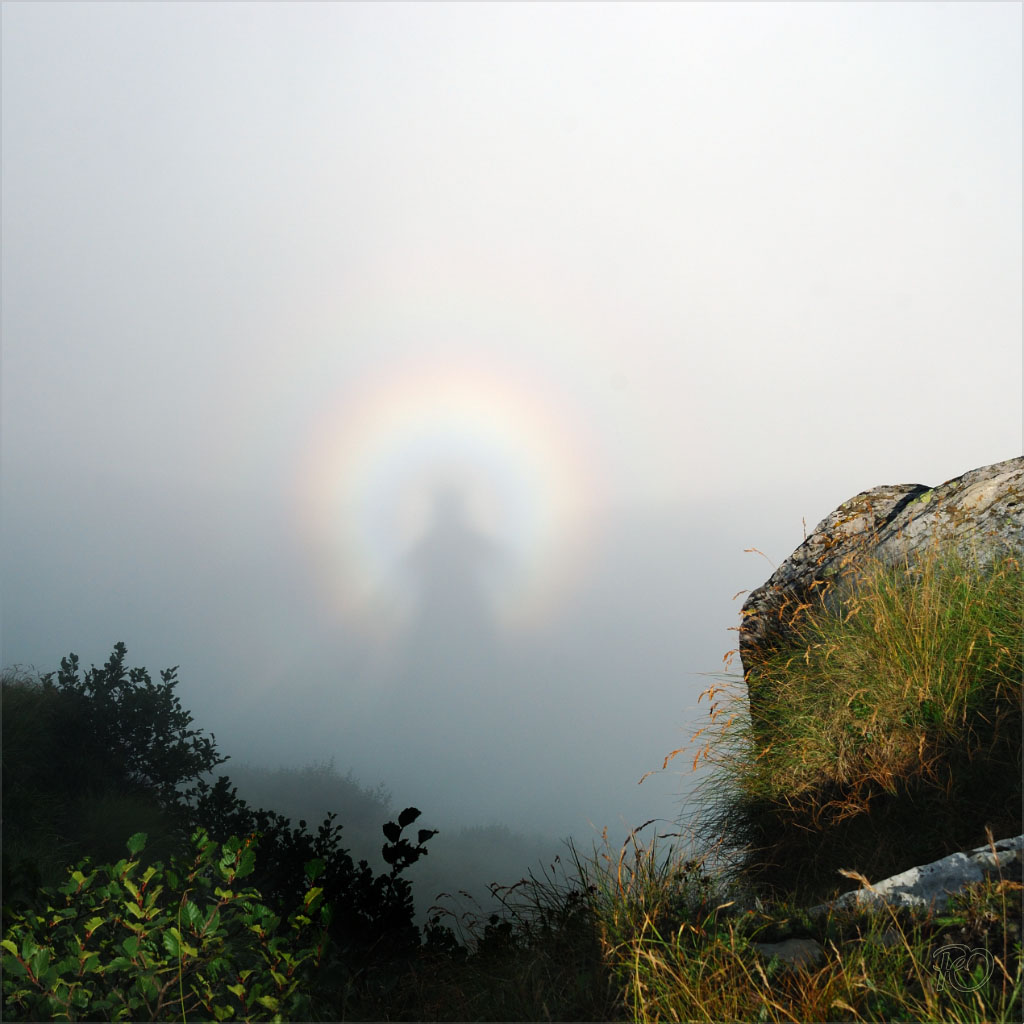
В Карпатах

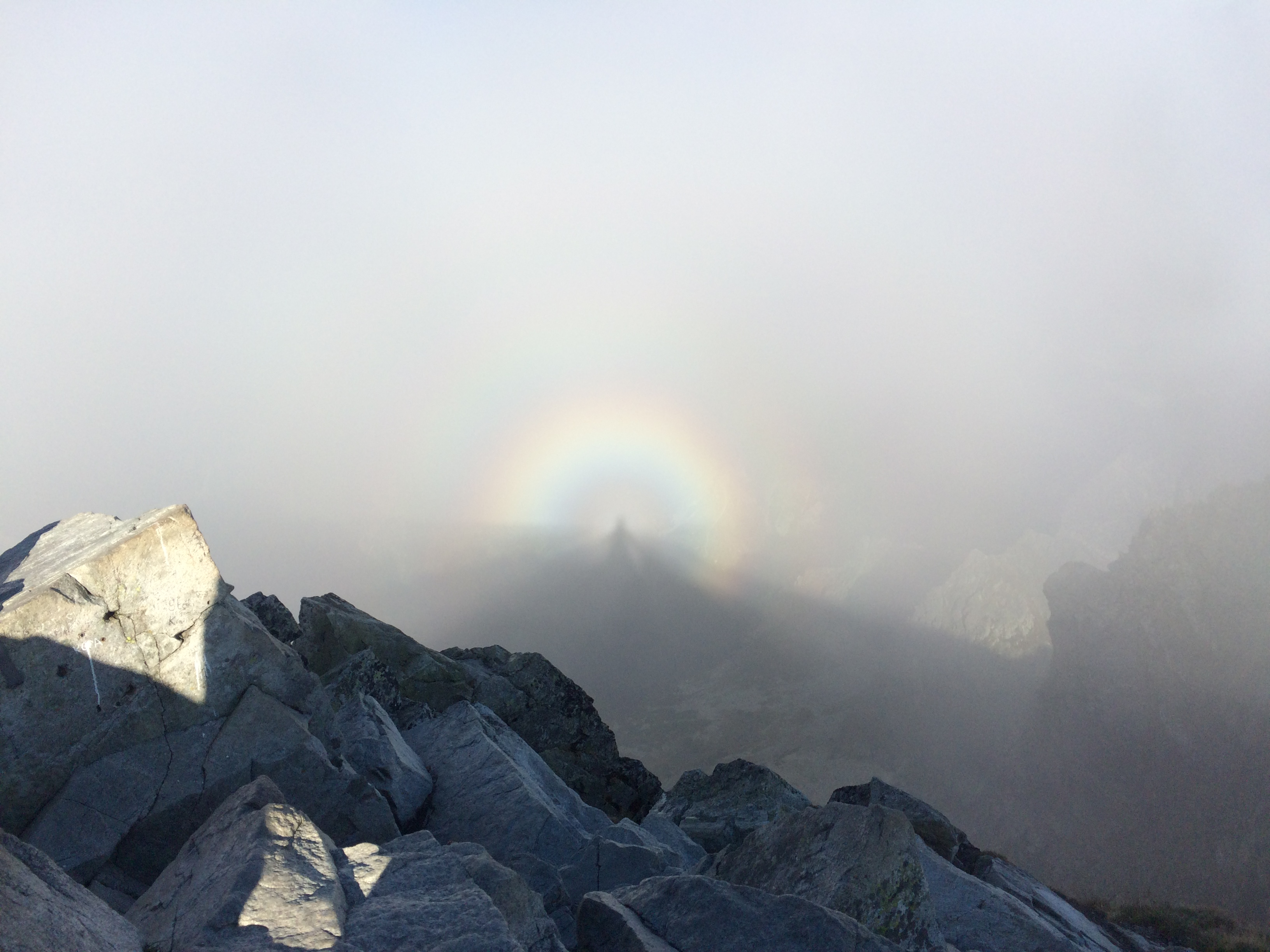
На вершині г. Риси (Польща)

Глорія — атмосферне оптичне явище, яке належить до групи гало. Глорія спостерігається на хмарах, розташованих прямо перед спостерігачем або нижче від нього, в точці, прямо протилежній до джерела світла.
Виникає в специфічних умовах, коли під спостерігачем або об'єктом, в якому він перебуває, з'являються високо-купчасті та високо-шаруваті хмари середнього рівня або туман. Тоді сонячні промені заломлюються в краплях води, створюючи спектр кольорів від червоного до бузкового. Глорія оточує голову спостерігача або весь об'єкт, в якому він перебуває. Що ближче до спостерігача хмари чи туман, тим більша глорія.
Цікаво, що, крім спостерігача, ніхто не бачить цього явища. Кожна людина може побачити лише свою глорію. Якщо звичайне гало — це різнобарвний круг, що оточує Сонце або Місяць, то глорія оточує тіні об'єктів, розташованих у земній атмосфері або на поверхні нашої планети.
Виникає також у горах вночі, якщо розпалити багаття під низькими хмарами. На хмарах з'явиться тінь, і навколо голови буде ореол, що світиться.

## Цікаві факти
У Китаї глорію називають «світлом Будди». Кольорове гало завжди оточує тінь спостерігача, що часто тлумачилося як ступінь його просвітління (наближеності до Будди).